# 劉虯 (南朝)
劉虯（438年—495年），又名劉虬，字靈預，一字德明，南陽郡涅陽縣人，南朝齊荊州隱士。是西晉豫州刺史劉喬七世孫，南梁西中郎長史劉坦的堂兄。

## 生平
劉虯早年為國子博士，歷官富陽縣令、南郡丞。精研佛法，辟穀卻粒，一朝成道，宣揚“入空必頓”的觀點，撰有《注法華經》、《注無量義經》，教判佛教“頓漸二教五時七階”之說。晚年涅槃。

## 身后
諡文範先生。

## 家族
有子劉之遴、劉之亨、劉之遲。孫劉仲威。

## 延伸阅读
[在维基数据编辑]
 《南齊書·卷54》，出自萧子显《南齊書》
 《南史·卷50》，出自李延壽《南史》